# Radio Nepal
Radio Nepal è l'emittente radiofonica pubblica nepalese. Le trasmissioni sono iniziate il 1º aprile 1951 con una programmazione della durata di quattro ore e mezza mediante un trasmettitore ad onde corte di 250 watt di potenza. Nel corso degli anni Radio Nepal si è rafforzata diversificando la sua offerta in termini di programmazione, efficienza tecnica e copertura del territorio.
I programmi sono diffusi in onde corte, onde medie e modulazione di frequenza.
La durata delle trasmissioni è di sedici ore al giorno (05.00-11.00 e 13.00-23.00 ora locale), diciotto in occasione delle festività pubbliche (05.00-23.00).
FM Kathmandu, inaugurato nel 1995 limitatamente alla valle di Kathmandu, è stato il primo canale radio in modulazione di frequenza del Nepal.

## Onde corte
Presso Khumaltar, vicino a Kathmandu, sono situati i tre trasmettitori in onde corte da 100 kW, che non sono però concepiti per un servizio estero, ma solo per la copertura completa del territorio nazionale. All'esterno del territorio nepalese talvolta è comunque possibile ricevere Radio Nepal in onde corte.
Orari e frequenze
- Inverno: 5005 kHz dalle 23.15 alle 05.15 UTC e dalle 07.15 alle 17.15 UTC
- Estate: 5005 kHz dalle 22.15 alle 04.15 UTC e dalle 06.15 alle 16.15 UTC